# 吴江经济技术开发区
经济开发区是中华人民共和国江苏省苏州市吴江区下辖的一个类似乡级单位。

## 行政区划
下辖以下地区：
江陵社区、庞山湖社区、花港村、姚家庄村、柳胥村、吴新村、淞南村、三里桥村、庞北村、庞南村、庞东村、庞山村、庞杨村、白龙桥村、凌益村、龙津村、西联村、同兴村、方尖港村、栅桥村、厍浜村、仪塔村、叶明村、叶泽村和清树湾村。